# Деветнаеста македонска ударна бригада
Деветнаеста македонска ударна бригада „Гоце Делчев“ формирана је 10. октобра 1944. у селу Лаки на планини Плачковици од батаљона „Гоце Делчев“ (формиран у Бугарској од Македонаца мобилисаних у бугарску војску), дела Тринаесте македонске бригаде и новомобилисаног људства.
Била је у саставу 50. македонске дивизије и имала четири батаљона. Њено укупно бројно стање 13. новембра 1944. било је 1144 борца.
У завршним операцијама за ослобођење Македоније дејствовала је на комуникацији Штип–Радовиш и Штип–Кочани нападајући немачке колоне које су се повлачиле тим правцем. С осталим јединицама 50. дивизије учествовала је у борбама за ослобођење Штипа од 27. октобра до 8. новембра 1944, а од 17. до 20. новембра против балистичких снага на правцу Скопље–Тетово–Гостивар.
По наређењу Главног штаба НОВ и ПО Македоније од 6. децембра 1944, бригада је расформирана, а њено људство је већином ушло у састав Четрнаесте македонске бригаде „Дмитар Влахов“.